# 中之島見附インターチェンジ
中之島見附インターチェンジ（なかのしまみつけインターチェンジ）は、新潟県長岡市灰島新田にある北陸自動車道のインターチェンジである。

## 歴史
- 1978年（昭和53年）9月21日 - 新潟黒埼IC（現在の黒埼IC） - 長岡IC（現在は関越自動車道）間の開通に伴い[1][3][4][5]、供用開始[1]。

## 道路
- E8 北陸自動車道（38番）[注 1]
- 接続する道路：国道8号（見附バイパス）

## 料金所
- ブース数：8

### 入口
- ブース数：3
  - ETC専用：2
  - 一般：1

### 出口
- ブース数：5
  - ETC専用：2
  - 一般：3（うち1つは精算機）

## 中之島見附バスストップ
IC内、料金所外にある高速バス停留所。国道8号見附バイパスの下り車線（見附・三条・新潟方面）に面してロータリーが設けられている。以前は長岡 - 新潟線をはじめとする県内線の高速バスの一部が発着していたが利用者が少なく、長岡線に当ICを経由する系統が増設され、加えて当IC経由の見附・栃尾線が開設されたのに伴って、1992年（平成4年）6月30日をもって事実上廃止された。以後も管理用走路としてランプウェイのみが残存しているが、路線バスなどの発着はない。
IC南側、国道8号沿いには越後交通の五百刈（ごひゃっかり）バス停が設けられ、一部の高速バスが停車する。
五百刈
- 【高速】 堺・なんば（大阪）・京都 - 長岡・三条線
- 【高速 ときライナー】 Ｎ 長岡線（東バイパス経由） （2022年6月現在、平日朝の長岡駅前行き1便のみ当バス停を経由する。降車専用。）
- 長岡駅前 - 中之島 - 今町五丁目
- 長岡駅前 - 中之島 - 新国道 - 東三条駅前（一部 済生会三条病院経由）
- 長岡駅前 - 興野 - 分水駅前

## 周辺
- 中之島流通団地・藤山工業団地（IC北側一帯）
- アクシアル リテイリング 本部（IC南側）
- 東日本旅客鉄道（JR東日本）信越本線 見附駅
- 東日本旅客鉄道（JR東日本）信越本線 押切駅
- PLANT－５見附店

## 隣
E8 北陸自動車道
(37)長岡JCT - (37-1)長岡北SIC - (38)中之島見附IC - (38-1)栄PA/SIC - (39)三条燕IC